# Kobon
Le kobon est une langue de Papouasie-Nouvelle-Guinée.

## Écriture
| a | b | c | d | e | g | h | i | j | k | l | ɫ | ƚ | m | n | ñ | ŋ | o | p | r | s | u | w | y | ɨ | ö |